# Hollywood Records
Hollywood Records es un sello discográfico estadounidense, que se centra en géneros como pop, rock, alternativo y teen pop. Fue fundada en 1989 y es una de las principales discográficas de Disney Music Group. Principalmente se encuentran Sofia Carson, Zendaya, Bea Miller. Bella Thorne, entre otras. Bandas de rock incluyendo a Queen, Plain White T's, Breaking Benjamin y Grace Potter and the Nocturnals. Otra artista perteneciente es la protagonista de la serie Pretty Little Liars, Lucy Hale.

## Historia
Hollywood Records fue fundada en 1989 por Michael Eisner, con la idea de ampliar las operaciones de música de Disney Enterprises, Inc. (luego se redujo al lanzamiento de las bandas sonoras de Walt Disney, Touchstone y las películas de Hollywood Pictures) y desarrollar y promover las carreras de una gran variedad de artistas de varios géneros. Sin embargo, la discográfica luchó para poner en marcha el éxito de un artista, y en 1991 la discográfica sufrió una pérdida financiera significativa. El único éxito importante fue el acuerdo para ser los distribuidores del catálogo de Queen, un hecho afectado por la muerte del vocalista Freddie Mercury. Los problemas de la discográfica continuaron e incluso años después de la adquisición de Mammoth Records en 1997 fue visto como un signo de búsqueda por Disney para un sello discográfico que le daría el éxito a la empresa. Sin embargo, Mammoth Records se disolvió y se integraron a la discográfica en el año 2003, después de poco éxito.
En 1998, la compañía decidió integrar las operaciones de Walt Disney Records con Hollywood, Lyric Street, y Mammoth, con Walt Disney Music Publishing, creando Buena Vista Music Group, ahora Disney Music Group, y la designación de Bob Cavallo como presidente del grupo, y presidente de Hollywood Records. El nuevo grupo se dispuso para crear una industria más tradicional de la música en una estructura de administración y la participación con Disney Enterprises Inc. se redujo al mínimo.
En 2003, la discográfica comenzó a experimentar éxito con el lanzamiento de los álbumes de las estrellas Disney Hilary Duff y The Cheetah Girls, obteniendo un modelo de negocio que se potenciaría en 2006 con la llegada de Miley Cyrus al sello, convirtiéndose en la artista más exitosa en la historia de la compañía. Por ello, una asociación con la cadena ABC, SOAP net, A&E Networks, Disney Channel y Radio Disney se animaron y trajeron a sus artistas para tener una fuerte exposición en los medios. Artistas como Zoë Bielen, Demi Lovato, Selena Gomez & the Scene, los Jonas Brothers y Bridgit Mendler han replicado este modelo de marketing. Al mismo tiempo, la discográfica sigue desarrollando las carreras de artistas con un perfil menos comercial, como Grace Potter & the Nocturnals. La discográfica también lanza las bandas sonoras de Marvel Studios, Touchstone y las películas Hollywood Pictures y las producciones de televisión de ABC.
En 2010, Hollywood absorbió la música country de la discográfica Lyric Street Records y, posteriormente, heredó su lista de actos. En 2011, la música de Queen fue distribuida por Universal en todo el mundo por primera vez, como fuera de los EE. UU., Queen dejó EMI por la propiedad de Universal Island Records.
En marzo de 2012, Hollywood Records se sometió a una revisión de administración nombrando a un nuevo director general. La discográfica está tratando de buscar una nueva estrategia de marketing aparte de su tradicional marketing basado en Disney.[cita requerida] Muchos artistas nuevos han firmado en los últimos meses, y parece que Hollywood Records está tratando de deshacerse de su imagen de ser el sello de Disney.[cita requerida]
Con el tiempo Hollywood Records ha ido perdiendo algunas de sus voces más relevantes. Hilary Duff dejó el sello en el 2008 tras el lanzamiento de su disco Best of Hilary Duff y Miley Cyrus en 2011 tras el lanzamiento de su disco Can't Be Tamed, ambas debido a problemas creativos con la empresa, uniéndose a su vez a RCA Records. Selena Gomez lo hizo en 2014 para unirse a Interscope Records. Demi Lovato finalizó su contrato en 2016 y se unió a Nick Jonas en Island Records tras haber lanzado Confident y Body Say con ambas discográficas.

## Hollywood BASIC
Hollywood BASIC fue una subsidiaria de corta duración de "Hollywood filial Hip Hop" dirigida por Dave Funkenklein, que existió desde 1990 hasta 1995. No sobrevivió a la transición de distribución que su "padre" hizo a PolyGram Records y todas sus grabaciones han sido suprimidas, con excepción de las de Organized Confusion, que fueron reprimidos en el marco del nuevo acuerdo. 

## Distribución
Tras su lanzamiento en 1989, Hollywood fue distribuido por Elektra Records en Estados Unidos y Canadá. La distribución en América del Norte cambió a PolyGram (ahora Universal Music Group) en 1995 (asociado con A&M en Canadá hasta la formación de Universal en 1999). 
Hoy en día, Universal Music Group distribuye el catálogo de Hollywood Records en América del Norte, Asia, América Latina y la India; mientras que AVEX distribuye los catálogos de Hollywood Records en Japón. Además, varios artistas de Hollywood como Demi Lovato, Selena Gomez & the Scene, Selena Gomez y Zendaya se firman directamente con Universal Music UK Fascination Records. En otros territorios, EMI, socio de Disney en Europa, África y el Medio Oriente, distribuye la etiqueta. 
Hubo informes en 2011 que Disney Music Group comenzaría a distribuir independientemente sus lanzamientos discográficos en los Estados Unidos, pero los planes aún no se han promulgado. Universal Music Group adquirió EMI en 2012, pero se comprometió a no renovar su licencia europea con Disney.

## Artistas
- Queen
- TINI
- Sofia Carson
- Zendaya
- Jorge Blanco
- Bea Miller
- Breaking Benjamin
- Lucy Hale
- Forever In Your Mind
- Olivia Holt
- Ricky Guillart
- Zella Day
- Jordan Fisher
- ZZ Ward
- Shawn Hook
- Grace Potter
- Bobby Andonov
- Joywave
- Cole Plante
- Ocean Park Standoff
- Alex Maxwell
- NAOT
- Max & Harvey
- Kenzie

### Bandas sonoras
Nota: Esta es una lista de las bandas sonoras más conocidas de la compañía.
- The Parent Trap (Tú a Londres y yo a California / Juego de gemelas)
- A Cinderella Story (Una Cenicienta Moderna / La nueva Cenicienta)
- Ella Enchanted (Hechizada / Ella está encantada)
- Save the Last Dance (Espera al última baile)
- Confessions of a Teenage Drama Queen (Quiero ser superfamosa / Confesiones de una típica adolescente)
- Sky High (Sky High: Una escuela de altos vuelos / Superescuela de heroes)
- Herbie: Fully Loaded (Herbie a tope / Herbie a toda marcha)
- Freaky Friday (Ponte en mi lugar / Un viernes de locos)
- Bridge to Terabithia (Un puente hacia Terabithia)
- Jonas Brothers: The 3D Concert Experience (Jonas Brothers en concierto 3-D)
- Confessions of a Shopaholic (Confesiones de una Compradora Compulsiva / Loca por las compras)
- Bandslam (School Rock Band)
- La última canción (The Last Song)
- Prom (Prom)
- The Avengers (Los vengadores)
- Tini: El gran cambio de Violetta

## Ejecutivos
- Presidente general - Christopher Anthony Halliweell Teran
- Presidente - Rigobert Antony GharTwer
- Vicepresidente sénior / Elizabeth GharTwer
- Sénior / marketing - Ken Bunt
- Vicepresidente sénior de promoción - Justin Fontaine